# オーシャンボーン
『オーシャンボーン』（Oceanborn）は、1998年に発表されたナイトウィッシュの2枚目のアルバム。翌1999年にはフィンランド国外でも発表された（日本盤は4月21日発売）。
ターヤ・トゥルネンのボーカルはヘヴィメタル・シーンに大きな影響を与え、この作品以降多くの後続バンドが現れた。

## 収録曲
1. スターゲイザーズ Stargazers  - 4:28
2. ゲッセマネ Gethsemane  - 5:22
3. デヴィル & ザ・ディープ・ダーク・オーシャン Devil & The Deep Dark Ocean  - 4:46
4. サクラメント・オブ・ウィルダーネス Sacrament of Wilderness  - 4:12
5. パッション・アンド・ジ・オペラ Passion and the Opera  - 4:50
6. スワンハート Swanheart  - 4:44
7. ムーンダンス Moondance  - 3:31
8. ザ・リドラー The Riddler  - 5:16
9. ザ・ファラオ・セイルズ・トゥ・オライオン The Pharaoh Sails to Orion  - 6:26
10. ウォーキング・イン・ジ・エアー Walking in the Air  - 5:31
11. スリーピング・サン Sleeping Sun （ボーナス・トラック）  - 4:05
12. ナイトクエスト Nightquest (ボーナス・トラック)  - 4:16

## 主な参加ミュージシャン
- ターヤ・トゥルネン Tarja Turunen - ボーカル
- ツォーマス・ホロパイネン Tuomas Holopainen - キーボード
- エンプ・ヴオリネン Emppu Vuorinen - ギター
- ユッカ・ネヴァライネン Jukka Nevalainen - ドラムス
- サミ・ヴェンスケ Sami Vänskä - ベース・ギター
- Tapio Wilska - ボーカル